# ریک کاوانیان

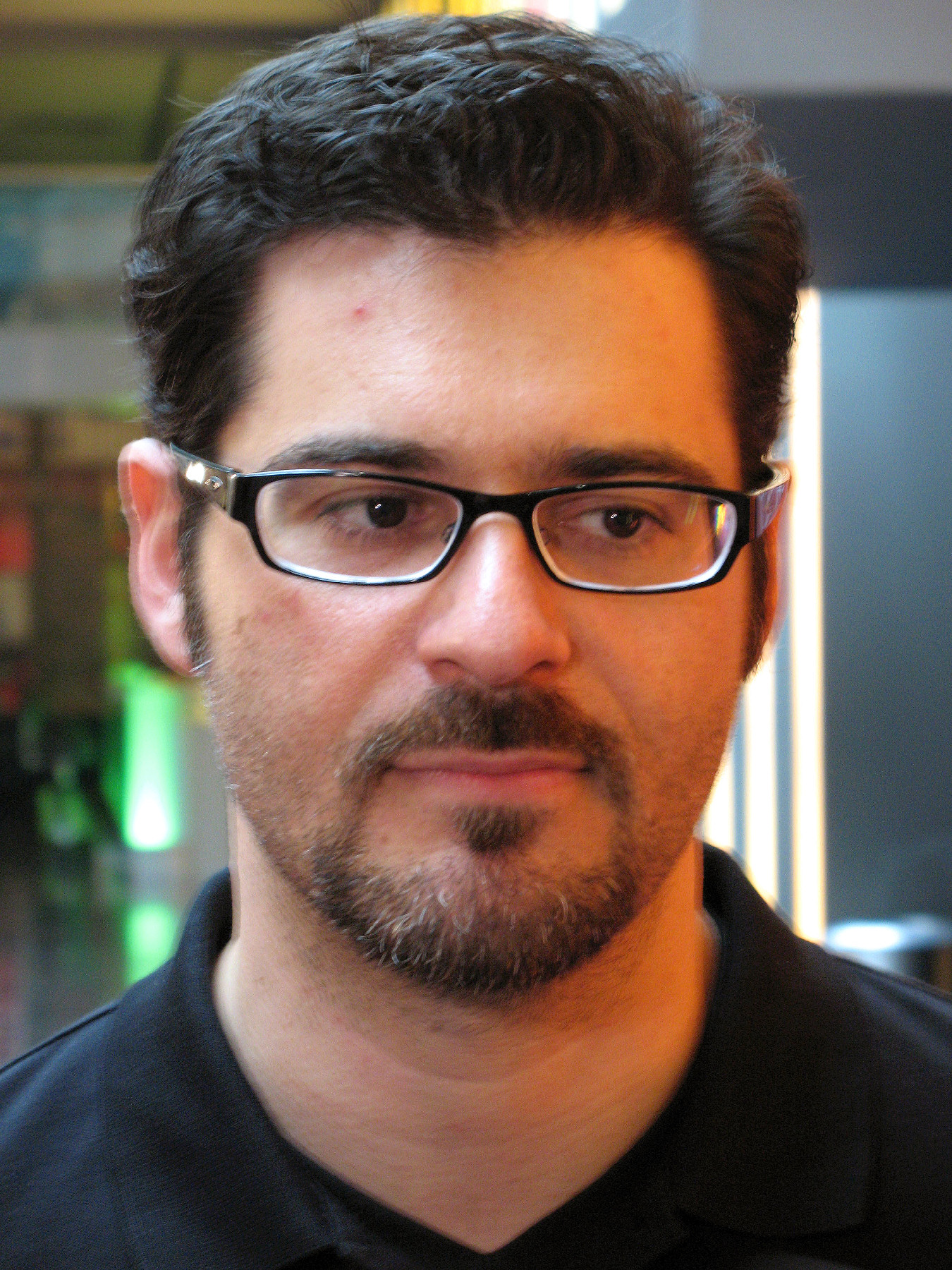

ریچارد "ریک" هوراشیو کاوانیان (انگلیسی: Richard "Rick" Horatio Kavanian؛ زادهٔ ۲۶ ژانویهٔ ۱۹۷۱ در مونیخ) بازیگر، صدا‌پیشه، فیلم‌نامه‌نویس، و بازیگر سینما ارمنی‌تبار اهل آلمان است. والدین وی از رومانی به مونیخ مهاجرت کردند.
کاوانیان از سال ۱۹۹۰ تا ۱۹۹۴ در مونیخ و آگزبورگ در رشته‌های علوم سیاسی و تاریخ و روانشناسی آمریکای شمالی تحصیل کرد. همکاری او با مایکل هربیگ در سال ۱۹۹۰ آغاز شد، زمانی که هر دو به عنوان نویسنده و سخنران یک برنامه رادیویی کمدی آلمانی کار کردند. در سال ۱۹۹۵ کاوانیان به شهر نیویورک نقل مکان کرد و بازیگری را در موسسه تئاتر لی استراسبرگ آموخت. پس از بازگشت به آلمان ، او چندین نقش را در کنار هربیگ در نمایش کمدی تلویزیونی Easy Bully ایفا کرد. بعد از آن ریک در چندین فیلم کمدی بازی کرد، وی حضور زیادی در تلویزیون داشت و کار خود را به عنوان یک کمدین استندآپ موفق آغاز کرد.

## گزیده فیلم‌شناسی
از فیلم‌ها یا برنامه‌های تلویزیونی که وی در آن نقش داشته است می‌توان به آثار زیر اشاره کرد.
- ۱۹۹۹: آستین پاورز: جاسوسی که مرا تکان داد
- ۲۰۰۰: ساوت پارک
- ۲۰۰۲: آستین پاورز: در عضو طلایی
- ۲۰۰۴: هارولد و کومار
- ۲۰۰۵: ماداگاسکار (فیلم ۲۰۰۵)
- ۲۰۰۶: ماشین‌ها (انیمیشن)
- ۲۰۰۶: خوش‌قدم (انیمیشن)
- ۲۰۰۷: ملاقات با رابینسون‌ها
- ۲۰۰۸: ماداگاسکار: فرار به آفریقا
- ۲۰۰۹: مرگ کسب‌وکار من است عزیزم
- ۲۰۱۰: داستان اسباب‌بازی ۳
- ۲۰۱۱: ماشین‌ها ۲
- ۲۰۱۱: خوش قدم ۲
- ۲۰۱۲: هتل ترانسیلوانیا
- ۲۰۱۵: هتل ترانسیلوانیا ۲
- ۲۰۱۸: هتل ترانسیلوانیا ۳: تعطیلات تابستانی